# Mohammad Kazem Khorasani
Ayatollah Mohammad Kazem Khorasani (persisk: محمدکاظم خراسانی; født 1839, død 1911) var en iranskfødt Tolver Shia lærd. Han er bedst kendt for at have anvendt sin position til at øve indflydelse på den persiske grundlovsrevolution (1905-1907).